# Cleistanthus polyphyllus
Cleistanthus polyphyllus är en emblikaväxtart som beskrevs av Frederic Newton Williams. Cleistanthus polyphyllus ingår i släktet Cleistanthus och familjen emblikaväxter. Inga underarter finns listade i Catalogue of Life.